# Рітброк (Вісконсин)
Рітброк (англ. Rietbrock) — місто (англ. town) в США, в окрузі Марафон штату Вісконсин. Населення — 874 особи (2020).

## Демографія
Згідно з переписом 2010 року, у місті мешкала 981 особа в 332 домогосподарствах у складі 277 родин. Було 345 помешкань
Расовий склад населення:
| - 97,9 % — білих - 0,8 % — корінних американців - 0,4 % — азіатів - 0,2 % — чорних або афроамериканців |

До двох чи більше рас належало 0,7 %. Частка іспаномовних становила 0,7 % від усіх жителів.
За віковим діапазоном населення розподілялося таким чином: 27,8 % — особи молодші 18 років, 59,9 % — особи у віці 18—64 років, 12,3 % — особи у віці 65 років та старші. Медіана віку мешканця становила 39,7 року. На 100 осіб жіночої статі у місті припадало 115,6 чоловіків;  на 100 жінок у віці від 18 років та старших — 119,9 чоловіків також старших 18 років.
Середній дохід на одне домашнє господарство  становив 64 410 доларів США (медіана — 60 179), а середній дохід на одну сім'ю — 71 387 доларів (медіана — 70 234). Медіана доходів становила 41 350 доларів для чоловіків та 35 625 доларів для жінок. За межею бідності перебувало 7,3 % осіб, у тому числі 3,9 % дітей у віці до 18 років та 14,7 % осіб у віці 65 років та старших.
Цивільне працевлаштоване населення становило 521 особа. Основні галузі зайнятості: виробництво — 24,2 %, освіта, охорона здоров'я та соціальна допомога — 23,6 %, сільське господарство, лісництво, риболовля — 10,6 %, будівництво — 9,2 %.